# 邑南町

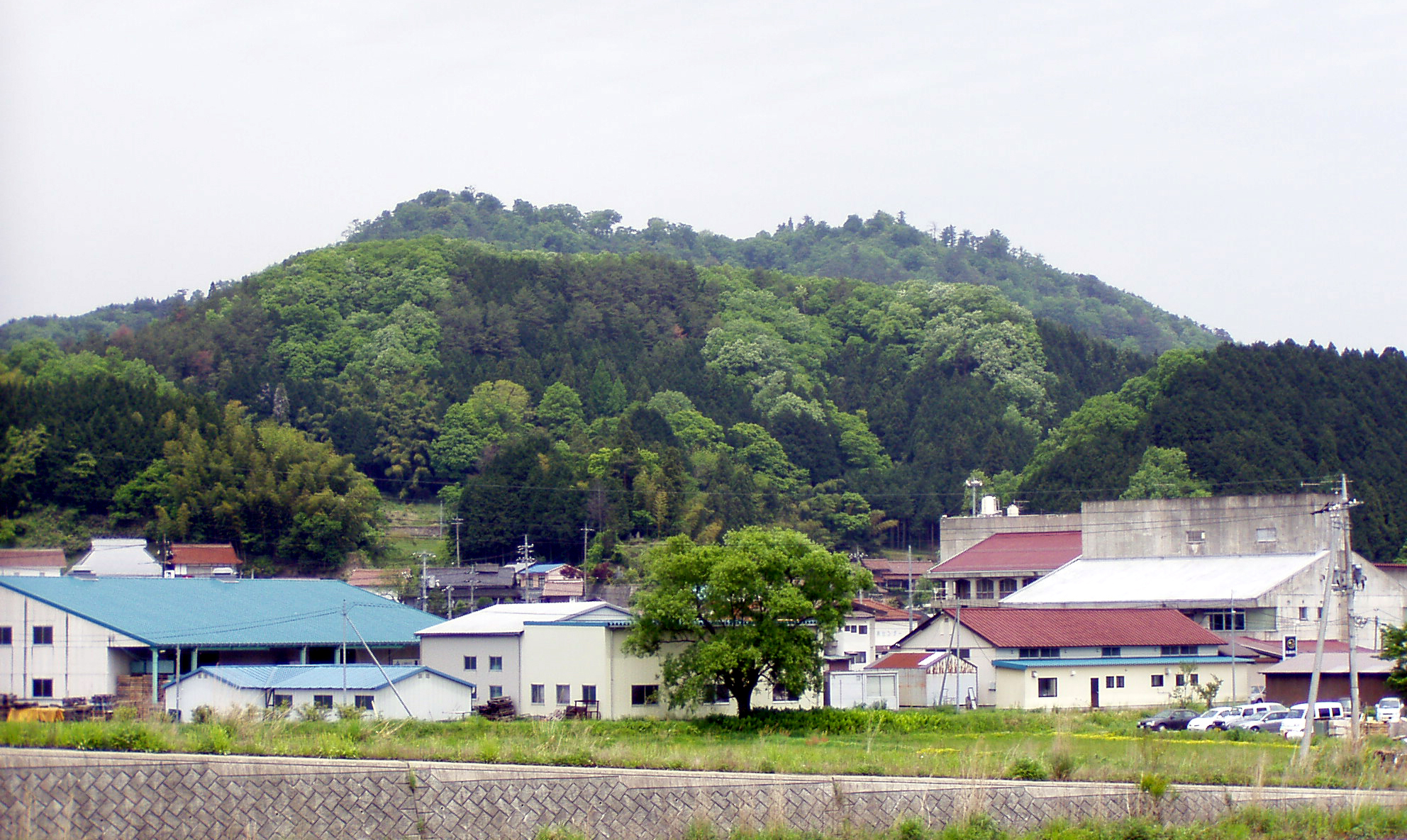
邑南町鱒淵、二ツ山城跡

邑南町（おおなんちょう）は、島根県の中部に位置する町。邑智郡に属する。島根県内で最も面積が広い町である。

## 地理
- 山: 二つ山、丸瀬山、原山、冠山
- 河川: 江の川、出羽川、濁川
- 湖沼:

### 気候
日本海側気候である。また、全域が豪雪地帯対策特別措置法において豪雪地帯に指定されている。
| 瑞穂（旧瑞穂町）（1991年 - 2020年）の気候 | 瑞穂（旧瑞穂町）（1991年 - 2020年）の気候 | 瑞穂（旧瑞穂町）（1991年 - 2020年）の気候 | 瑞穂（旧瑞穂町）（1991年 - 2020年）の気候 | 瑞穂（旧瑞穂町）（1991年 - 2020年）の気候 | 瑞穂（旧瑞穂町）（1991年 - 2020年）の気候 | 瑞穂（旧瑞穂町）（1991年 - 2020年）の気候 | 瑞穂（旧瑞穂町）（1991年 - 2020年）の気候 | 瑞穂（旧瑞穂町）（1991年 - 2020年）の気候 | 瑞穂（旧瑞穂町）（1991年 - 2020年）の気候 | 瑞穂（旧瑞穂町）（1991年 - 2020年）の気候 | 瑞穂（旧瑞穂町）（1991年 - 2020年）の気候 | 瑞穂（旧瑞穂町）（1991年 - 2020年）の気候 | 瑞穂（旧瑞穂町）（1991年 - 2020年）の気候 |
| 月                                        | 1月                                       | 2月                                       | 3月                                       | 4月                                       | 5月                                       | 6月                                       | 7月                                       | 8月                                       | 9月                                       | 10月                                      | 11月                                      | 12月                                      | 年                                        |
| ----------------------------------------- | ----------------------------------------- | ----------------------------------------- | ----------------------------------------- | ----------------------------------------- | ----------------------------------------- | ----------------------------------------- | ----------------------------------------- | ----------------------------------------- | ----------------------------------------- | ----------------------------------------- | ----------------------------------------- | ----------------------------------------- | ----------------------------------------- |
| 最高気温記録 °C （°F）                    | 16.7 (62.1)                               | 20.5 (68.9)                               | 24.3 (75.7)                               | 30.3 (86.5)                               | 32.2 (90)                                 | 33.9 (93)                                 | 36.4 (97.5)                               | 36.8 (98.2)                               | 36.1 (97)                                 | 30.1 (86.2)                               | 25.4 (77.7)                               | 20.0 (68)                                 | 36.8 (98.2)                               |
| 平均最高気温 °C （°F）                    | 5.2 (41.4)                                | 6.7 (44.1)                                | 11.5 (52.7)                               | 17.9 (64.2)                               | 23.0 (73.4)                               | 25.7 (78.3)                               | 29.1 (84.4)                               | 30.5 (86.9)                               | 25.9 (78.6)                               | 20.3 (68.5)                               | 14.3 (57.7)                               | 7.8 (46)                                  | 18.2 (64.8)                               |
| 日平均気温 °C （°F）                      | 0.7 (33.3)                                | 1.4 (34.5)                                | 5.0 (41)                                  | 10.6 (51.1)                               | 15.7 (60.3)                               | 19.6 (67.3)                               | 23.6 (74.5)                               | 24.3 (75.7)                               | 20.0 (68)                                 | 13.6 (56.5)                               | 7.9 (46.2)                                | 2.8 (37)                                  | 12.1 (53.8)                               |
| 平均最低気温 °C （°F）                    | −2.9 (26.8)                               | −3.0 (26.6)                               | −0.9 (30.4)                               | 3.6 (38.5)                                | 8.9 (48)                                  | 14.6 (58.3)                               | 19.4 (66.9)                               | 19.9 (67.8)                               | 15.4 (59.7)                               | 8.2 (46.8)                                | 2.7 (36.9)                                | −1.1 (30)                                 | 7.1 (44.8)                                |
| 最低気温記録 °C （°F）                    | −12.6 (9.3)                               | −16.3 (2.7)                               | −10.1 (13.8)                              | −5.9 (21.4)                               | −1.9 (28.6)                               | 3.9 (39)                                  | 9.2 (48.6)                                | 10.9 (51.6)                               | 2.1 (35.8)                                | −1.9 (28.6)                               | −5.0 (23)                                 | −11.3 (11.7)                              | −16.3 (2.7)                               |
| 降水量 mm （inch）                        | 151.8 (5.976)                             | 130.9 (5.154)                             | 145.9 (5.744)                             | 126.3 (4.972)                             | 139.7 (5.5)                               | 194.6 (7.661)                             | 260.9 (10.272)                            | 169.9 (6.689)                             | 201.7 (7.941)                             | 112.7 (4.437)                             | 95.5 (3.76)                               | 155.3 (6.114)                             | 1,885 (74.213)                            |
| 降雪量 cm （inch）                        | 115 (45.3)                                | 86 (33.9)                                 | 21 (8.3)                                  | 0 (0)                                     | 0 (0)                                     | 0 (0)                                     | 0 (0)                                     | 0 (0)                                     | 0 (0)                                     | 0 (0)                                     | 1 (0.4)                                   | 49 (19.3)                                 | 272 (107.1)                               |
| 平均降水日数 （≥1.0 mm）                  | 18.3                                      | 15.3                                      | 14.5                                      | 11.3                                      | 10.1                                      | 12.3                                      | 13.5                                      | 10.7                                      | 11.2                                      | 9.4                                       | 11.4                                      | 17.0                                      | 154.9                                     |
| 平均月間日照時間                          | 66.0                                      | 82.2                                      | 137.8                                     | 177.8                                     | 200.0                                     | 144.2                                     | 149.4                                     | 182.5                                     | 140.7                                     | 146.3                                     | 109.3                                     | 75.8                                      | 1,612                                     |
| 出典1：Japan Meteorological Agency        |                                           |                                           |                                           |                                           |                                           |                                           |                                           |                                           |                                           |                                           |                                           |                                           |                                           |
| 出典2：気象庁                             |                                           |                                           |                                           |                                           |                                           |                                           |                                           |                                           |                                           |                                           |                                           |                                           |                                           |

## 歴史
- 2004年（平成16年）10月1日 - 邑智郡瑞穂町・石見町・羽須美村が合併し、邑南町が発足。

## 行政
- 町長：石橋良治（2004年10月31日 - 現職）

住民基本台帳や税などの住民サービスにかかる電算事務やゴミ処理などは、邑智郡内の他の2町(川本町・美郷町)と邑智郡総合事務組合を設立し共同事務を行っている。

## 町のシンボル
- 町の木 - 赤松[3]
- 町の花 - 桜[3]

### マスコット
2014年4月、町内での投票によってオオサンショウウオをモチーフにした「オオナン・ショウ」がマスコットに選出された。

### イメージソング
合併10周年を記念し、2014年9月にシンガーソングライターのさだまさし（さだの祖父は島根県出身）に依頼した楽曲「さくらほろほろ」がイメージソングとなった。同曲は、さだのアルバム『第二楽章』(2014年9月10日)に収録されている。

## 経済

### 指定金融機関等
指定金融機関
- 島根県農業協同組合（島根おおち地区本部・島根おおち支店）

## 地域

### 人口
| |                                        |  |
| 邑南町と全国の年齢別人口分布（2005年） | 邑南町の年齢・男女別人口分布（2005年） |  |
| ■紫色 ― 邑南町 ■緑色 ― 日本全国 | ■青色 ― 男性 ■赤色 ― 女性              |  |
| 邑南町（に相当する地域）の人口の推移 \| 1970年（昭和45年） \| 17,919人 \| \| \| 1975年（昭和50年） \| 16,659人 \| \| \| 1980年（昭和55年） \| 15,734人 \| \| \| 1985年（昭和60年） \| 15,795人 \| \| \| 1990年（平成2年） \| 15,117人 \| \| \| 1995年（平成7年） \| 14,456人 \| \| \| 2000年（平成12年） \| 13,866人 \| \| \| 2005年（平成17年） \| 12,944人 \| \| \| 2010年（平成22年） \| 11,959人 \| \| \| 2015年（平成27年） \| 11,101人 \| \| \| 2020年（令和2年） \| 10,163人 \| \| |                                        |  |
| 総務省統計局 国勢調査より |                                        |  |
| 1970年（昭和45年） | 17,919人                               |  |
| 1975年（昭和50年） | 16,659人                               |  |
| 1980年（昭和55年） | 15,734人                               |  |
| 1985年（昭和60年） | 15,795人                               |  |
| 1990年（平成2年） | 15,117人                               |  |
| 1995年（平成7年） | 14,456人                               |  |
| 2000年（平成12年） | 13,866人                               |  |
| 2005年（平成17年） | 12,944人                               |  |
| 2010年（平成22年） | 11,959人                               |  |
| 2015年（平成27年） | 11,101人                               |  |
| 2020年（令和2年） | 10,163人                               |  |

### 教育

#### 小学校
- 邑南町立石見東小学校
- 邑南町立日貫小学校
- 邑南町立矢上小学校
- 邑南町立高原小学校
- 邑南町立市木小学校
- 邑南町立瑞穂小学校
- 邑南町立阿須那小学校
- 邑南町立口羽小学校

#### 中学校
- 邑南町立石見中学校
- 邑南町立瑞穂中学校
- 邑南町立羽須美中学校

#### 高等学校
- 島根県立矢上高等学校

## 交通

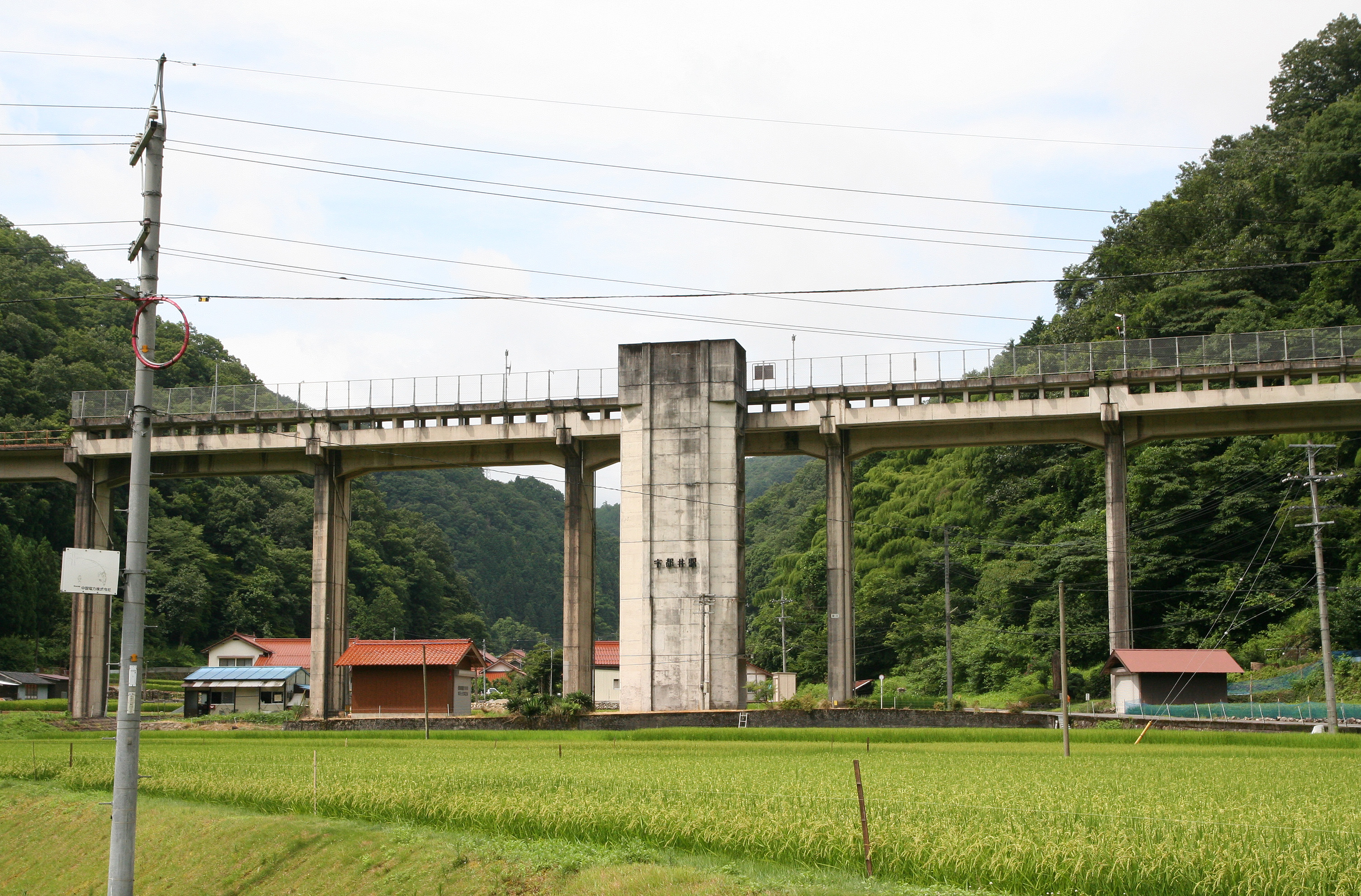
宇都井駅（2018年廃止）

### 鉄道路線
町内を鉄道は通っていない。鉄道を利用する場合の最寄り駅は、JR山陰本線江津駅。

#### かつて存在した鉄道路線
西日本旅客鉄道（JR西日本）
- 三江線（2018年4月1日廃止）：宇都井駅 - （広島県三次市） - 口羽駅 - 江平駅 - 作木口駅

### バス
- 路線バス
  - 備北交通
    - 三次市 - 邑南町 - 美郷町

  - 邑南町営バス
    - 邑南町内
    - 川本町 - 邑南町
    - 北広島町- 邑南町
- 高速バス
  - 石見銀山号（石見交通・イワミツアー）

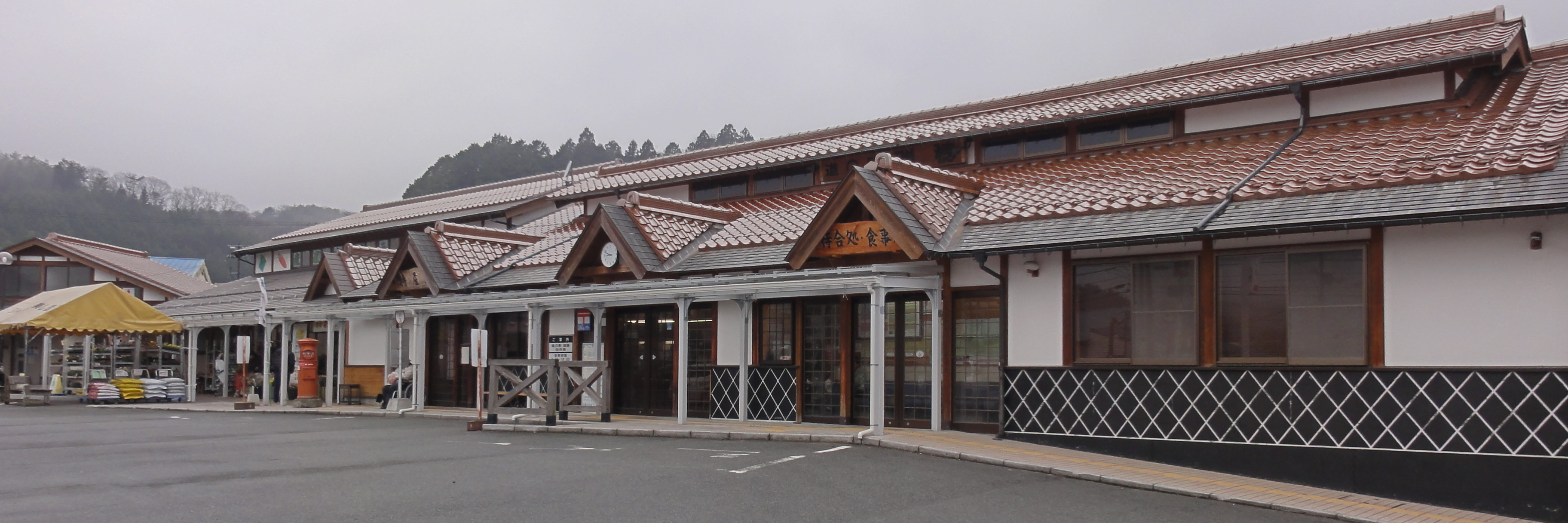
道の駅瑞穂（田所バスターミナル）2025年8月に道の駅邑南の里に移転

    - 大田市 - 川本町 - 邑南町（田所） - 北広島町 - 広島市

  - いさりび号（石見交通・JRバス中国）
    - 広島市 - 邑南町（瑞穂IC） - 浜田市

  - 浜田道エクスプレス大阪号（JRバス中国）
    - 邑南町（瑞穂IC） - 大阪市
      - 浜田発着便は瑞穂ICに停車する。

### 道路
高速道路
- 浜田自動車道：瑞穂IC

一般国道
- 国道261号

県道
- 広島県道・島根県道4号甲田作木線
- 島根県道・広島県道5号浜田八重可部線
- 広島県道・島根県道6号吉田邑南線
- 島根県道・広島県道7号浜田作木線
- 島根県道31号仁摩邑南線
- 島根県道50号田所国府線
- 島根県道55号邑南飯南線
- 島根県道・広島県道109号邑南高宮線
- 広島県道・島根県道112号三次江津線
- 島根県道292号宇都井阿須那線
- 島根県道293号高見出羽線
- 島根県道294号邑南美郷線
- 島根県道295号日貫川本線
- 島根県道297号皆井田江津線
- 島根県道327号市木井原線

#### 道の駅
- 邑南の里

## 通信

### 郵便番号
郵便番号は以下の通りとなっている。
- 中野郵便局:696-01xx、699-43xx
- 田所郵便局:696-02xx、696-03xx、696-04xx、697-06xx
- 口羽郵便局:696-06xx、696-05xx

## 観光

### 名所・観光スポット
- 香木の森公園
- いわみ温泉
- 瑞穂ハンザケ自然館
- 自然回帰高原
- 三江線鉄道公園(口羽駅公園、宇都井駅公園、作木口駅公園)

### 天然記念物・史跡等
- 断魚渓
- 千丈渓
- 志都岩屋神社
- 本城 (石見国)（県指定史跡）
- 二ツ山城（町指定史跡）
- 清造山製鉄遺跡（町指定史跡）
- 西蓮寺
- 諏訪神社杉並木（県指定天然記念物）

### 祭事
- 次の日まつり（5月20日 - 22日）
- ほたるまつり（6月中旬）
- 鹿子原の虫送り踊り（7月20日）
- やまんばまつり（8月14日）
- 口羽まつり（10月4日 - 6日）
- 石見神楽

## 出身有名人
- 口羽通良（戦国武将）
- 多胡辰敬（戦国武将）
- 斉藤鉄夫（衆議院議員、第24・25代国土交通大臣、公明党副代表・政調会長・元幹事長・第一次福田改造内閣環境大臣）
- 小室寿明（元衆議院議員、民主党）
- 朝枝善照（仏教学者、龍谷大学教授）
- 渡辺伸彦（元プロ野球選手）
- 酒井順也（元プロ野球選手）
- 日高慎二（モデル・俳優・歌手）
- 左右田禎子（KFB福島放送アナウンサー、元日本海テレビアナウンサー）
- 咲方響（吉本新喜劇）

## 放送局

### テレビ局
- NHK松江放送局
- 山陰放送（BSS、JNN系列）
- 山陰中央テレビジョン放送（TSK、FNN系列）
- 日本海テレビジョン放送（NKT、NNN系列）

一部の共同受信のアンテナでは以下の局も受信できる。また、おおなんケーブルテレビに加入することで、広島ホームテレビとNHK広島総合テレビが視聴できる。
- NHK広島放送局
- 中国放送（RCC、JNN系列）
- 広島テレビ放送（HTV、NNN系列）
- 広島ホームテレビ（HOME、ANN系列）
- テレビ新広島（TSS、FNN系列）

### ラジオ局
- NHK松江放送局
- エフエム山陰

千代田中継局の標高が高いことから、NHK-FMの広島放送局や広島FMが受信できる。山陰放送は受信できないが、中国放送は受信できる。